# Chengdu FC-1
Chengdu FC-1 Xiaolong (również PAC JF-17 Thunder) – lekki myśliwiec wielozadaniowy czwartej generacji, stworzony wspólnie przez Chiny i Pakistan dla wojska pakistańskiego oraz na eksport.

## Historia
W latach 80. ChRL z pomocą Grummana opracowywała koncepcję zmodyfikowanej wersji eksportowego Chengdu F-7M (kopia MiG-21), oznaczoną F-7M Sabre II z planem do uruchomienia jego produkcji w Pakistanie dla zastąpienia tamtejszych Shenyang F-6. Główne zmiany w konstrukcji miały polegać na przeprojektowaniu wlotu powietrzna oraz montażu zachodniej awioniki i silnika. Pakistan wycofał się z projektu jako nieopłacalnego, w zamian zamawiając wersję F-7P chińskiej produkcji z włoskim radarem Grifo (135 dostarczono w latach 1987-1993), które miała uzupełnić ponad setka General Dynamics F-16 Fighting Falcon (40 dostarczono w latach 1983-1987). W 1989 USA nałożyły sankcje na Chiny za masakrę na placu Tian’anmen, co wykluczyło zagraniczną pomoc przy kontynuowanym przez Chiny projekcie. W związku z poprawką do ustawy Foreign Assistance Act, zakazującej udzielania pomocy wojskowej krajom rozwijającym broń jądrową, 6 września 1990 USA objęły embargiem dostawy uzbrojenia do Pakistanu, który nie podpisał układu NPT. W rezultacie anulowano 71 zamówionych w 1988 i 1989 F-16, z których 13 F-16A i 15 F-16B zakonserwowano na pustyni. Embargo zniesiono w 2001, co umożliwiło dostarczenie 14 z nich.
Pakistan uzupełnił powstałą lukę zakupami 57 F-7PG i używanych zmodernizowanych Mirage, ale potrzebując następcy dla starzejącej się floty Mirage III, Mirage 5, Nanchang A-5 i Chengdu F-7 ponownie zwrócił się do Chin w celu wskrzeszenia projektu taniego samolotu myśliwskiego. W 1995 Chiny i Pakistan podpisały list intencyjny ws. budowy nowego samolotu, przez kolejne lata ustalono warunki współpracy i wymagania dla maszyny. Ostateczną umowę podpisano w 1999 w Pekinie w obecności premierów obu państw.

## Rozwój
Pakistan sfinansował 60% kosztów prac rozwojowych, wartych ok. 500 mln USD. Samolot pod wieloma względami odpowiada wczesnym wersjom F-16, obie maszyny to średniopłaty wykorzystujące skrzydło pasmowe o zbliżonych rozmiarach, F-16A miał 35 cm większą rozpiętość i ważył około 500 kg więcej niż FC-1, ale późna wersja F-16E waży około 3000 kg więcej. Podobnie jak wszystkie współczesne myśliwce JF-17 jest sterowany komputerem przy pomocy systemu fly-by-wire. O ile Chińczycy stworzą całkowicie rodzimą wersje, z przeznaczeniem na eksport lub dla własnych wojsk, to pakistańskie maszyny będą mogły być dowolnie modernizowane, aby doposażyć je w zachodnią awionikę lub uzbrojenie. Pierwsze 50 seryjnych maszyn wyposażono w importowane z Rosji (przez Chiny) silniki RD-93, oparte na RD-33 z MiG-29. Kontakt z Rosją z 2005 roku zawierał 100 RD-93. Silniki wykazały się niezawodnością i pozytywną opinią użytkownika podczas użytkowania na lotniskach położonych na wysokości ponad 2000 m n.p.m. w temperaturach przekraczających 30 st. C. W 2015 roku Pakistan postanowił importować silniki bezpośrednio z Rosji dla samolotów montowanych w kraju. Wśród rozważanych silników były też Klimow w odmianie RD-93MA z ciągiem zwiększonym z 8300 do 9500 kg i chiński odpowiednik Guizhou WS-13 (8600 kg ciągu), wcześniej zrezygnowano z użycia Snecma M53-P2 z Mirage 2000. Pierwotnie testowane radary pulsacyjno-dopplerowskie – włoski Grifo S7 i francuski Thales RC400, zastąpiono chińskim NRIET KLJ-7, produkowanym na licencji w Pakistanie. Samolot otrzymał całkowicie szklany kokpit z trzema wyświetlaczami i HUD, dodatkowo pilot może korzystać z nahełmowego systemu celowniczego oraz gogli noktowizyjnych, kokpit zaprojektowano w konfiguracji HOTAS. W samolocie zamontowano fotel wyrzucany Mk.16 PK16LF zero/zero od brytyjskiej firmy Martin-Baker. Wyposażony jest też w spadochron hamujący. Pierwszą serię produkcyjną 50 sztuk oznaczono Block 1.
Druga seria samolotów wersji Block 2 (dalsze 50 sztuk) wyposażono w pochodzące z RPA sondy do pobierania paliwa w locie (od 26. egzemplarza), a modernizację objął system tlenowy, elektroniczne systemy samoobrony i radar w wersji KLJ-7 V2. Wśród rozważanych dla tej odmiany ulepszeń był też radar typu AESA ze skanowaniem fazowym od NRIET, ale ten rozważany jest w wersji Block 3.
Samolot został wyposażony w siedem węzłów podwieszeń zewnętrznych (dwa na końcach skrzydeł tylko dla pocisków termicznych krótkiego zasięgu). Podstawowe uzbrojenie samolotu stanowią najnowsze bomby i pociski chińskiej produkcji, w tym przeciwokrętowe pociski C-802A o zasięgu 180 km, do walki powietrznej pociski średniego zasięgu SD-10A (oznaczenie eksportowe chińskich PL-12) i krótkiego zasięgu PL-5E II, precyzyjne uzbrojenie powietrze-ziemia stanowią 500 kg bomby LS-6 naprowadzane satelitarnie oraz laserowo LT-2/LS-500J i LT-3, a także pakistańskie bomby naprowadzane optycznie lub termicznie H-2 i H-4. Samolot zintegrowano także z wykorzystywanymi przez Pakistan bombami i pociskami AIM-9 Sidewinder produkcji USA. Dwulufowe działko GSz-23 umieszczono zewnętrznie na kadłubie pod lewym wlotem powietrza. Dodatkowym wyposażeniem na podwieszeniach są zasobnik zakłócający KG-300G oraz zasobnik celowniczy WMD-7, pozwalający atakować cele w nocy, a także do trzech zewnętrznych zbiorników paliwa.
W 2012 roku poinformowano o rozpoczęciu prac nad opracowaniem wersji dwumiejscowej przez Chengdu. Na Paris Air Show 2013 pokazano model FC-1 w odmianie tandem. W kwietniu 2016 roku przedstawiciele producenta ujawnili, że rozpoczęto prace nad dwumiejscową wersją szkolno-bojową, oznaczoną JF-17B, która miała być oblatana jeszcze w tym samym roku. Ostatecznie pierwszy lot JF-17B (który poza dwuosobową kabiną różni się od wersji jednomiejscowej także niewielkimi zmianami w konstrukcji płatowca) odbył się w Chinach dopiero 27 kwietnia 2017 roku

## Produkcja
Ogółem w Chinach powstało sześć prototypów, osiem maszyn przedseryjnych, które dostarczono w 2007 i dwie seryjne w 2009. Pakistan Aeronautical Complex w Kamrze (Pendżab) zmontował 40 maszyn wersji Block 1 w latach 2009-2013, docelowo samoloty mają składać się w 58% z podzespołów produkowanych lokalnie. Produkcja konfiguracji Block 2 (50 szt.) planowano na lata 2013-2016, ale uruchomienie ich montażu zostało z przyczyn ekonomicznych opóźnione do 2014 roku. Produkcję dwóch pierwszych egzemplarzy uruchomiono w Pakistanie w grudniu 2013 roku, a ich testy w lutym 2015. Pierwszy samolot w wersji Block 2 oblatano 9 lutego 2015. Produkcja masowa rozpoczęła się w 2016. W grudniu 2015 przekazano 16. samolot w wersji block 2, co stanowiło wyposażenie czwartej eskadry. Samoloty te wcielono do służby w 2017 roku, w tym czasie w montowane były 33 dalsze egzemplarze. Cena jednostkowa samolotu w wariancie Block 1 jest szacowana na około 15-20 mln USD, w wersji Block 2 wzrośnie do około 25 mln USD. Według pakistańskiego Minister Obrony za cenę jednego F-16 otrzymują trzy samoloty JF-17. Pakistan zamówił łącznie 150 sztuk JF-17. Biorąc pod uwagę cenę, model ten jest najtańszym na świecie myśliwcem wielozadaniowym.

## Służba
Dwa pierwsze samoloty dostarczono z Chin do Pakistanu w marcu 2007 roku, aby zaprezentować je publicznie na paradzie wojskowej 23 marca 2007. Pierwsza eskadra wyposażona w 14 JF-17 Block 1 (No. 26 Black Spiders) osiągnęła gotowość operacyjną 18 lutego 2010. W kwietniu 2011 samoloty zastąpiły A-5C Fantan eskadry No. 16 Black Panthers. 14 listopada 2011 po zderzeniu z ptakiem rozbił się pakistański Thunder z eskadry Black Spiders, jego pilot zdołał się katapultować, ale zginął na skutek nieotwarcia się spadochronu. W 2016 do Morza Arabskiego spadł JF-17 z eskadry Black Panthers, jego pilot przeżył Pakistańskie JF-17 wykonywały dynamiczne pokazy w locie na Dubai Airshow 2011, Turkey Air Show 2011, Airshow China 2010 i 2012, Paris Air Show 2015. W 2015 roku sformowano eskadrę agresorów z pięcioma JF-17 Eskadra nr 2 w Karaczi na południu kraju otrzymała JF-17 we wrześniu 2015, ale formalnie przyjęto je do służby w kwietniu 2016 roku. 16 lutego 2017 roku przekazano formalnie szesnaście JF-17 14. eskadrze, stacjonującej w Kamrze na północy Pakistanu; eskadrę przezbrojono z F-7P.
- Pakistan Air Force (65 sztuk)
  - PAF Base Peshawar
    - No. 26 Squadron Black Spiders (2010)
    - No. 16 Squadron Black Panthers (2011)

  - PAF Base Masroor (Karaczi)
    - No. 2 Squadron Minhas (2016)

  - PAF Base Minhas (Kamra)
    - JF-17 Test and Evaluation Flight (2007–2010)
    - No. 14 Squadron Tail choppers (2017)

  - PAF Base Mushaf (Sargodha)
    - Combat Commanders School (2015)

19 czerwca 2017 roku doszło do pierwszego użycia w akcji bojowej samolotu przeciwko innemu statkowi powietrznemu. Pakistański FC-1 operujący z nieujawnionej oficjalnie bazy (prawdopodobnie była to Minhas Airbase), zestrzelił irański bezzałogowy statek powietrzny przechwycony nad dystryktem Panjgur. Irański aparat (prawdopodobnie był to Shahed 129) został zestrzelony w odległości od 3 do 4 km od pakistańsko-irańskiej granicy, w głębi pakistańskiego terytorium. Za sterami samolotu siedział squadron leader Zeeshan z 14 Eskadry Pakistańskich Sił Powietrznych (No. 14 Squadron).

## Eksport
Pierwszym zagranicznym użytkownikiem JF-17 zostały Siły Zbrojne Mjanmy (Birmy), które zamówiły w 2015 roku szesnaście egzemplarzy. Rozpoczęto także negocjacje w sprawie rozpoczęcia produkcji licencyjnej JF-17 w mjanmańskich zakładach. Pierwszy egzemplarz oblatano w lipcu 2017 w Chengdu pod oznaczeniem JF-17M. Są to samoloty Block 2 z niewielkimi zmianami jak inna radiostacja 2-zakresowa i oświetlenie. Pierwsze sześć dostarczono do Mjanmy w październiku 2018.
W 2018 roku trzy samoloty JF-17 zamówiła w zakładach PAC Nigeria.
Chiny do potencjalnych rynków eksportowych dla FC-1 zaliczają kraje rozwijające się, m.in. Egipt, Bangladesz, Azerbejdżan, Iran i Sri Lankę, czyli głównie kraje, które w przeszłości zakupiły F-7.